# Aeroportul Kananga
Aeroportul Kananga (IATA: KGA, ICAO: FZUA) este un aeroport din Kananga, Provincia Kasaï Oriental, Republica Democratică Congo ce deservește zona Kananga.
Situat la o altitudine de 652 m, aeroportul dispune de o singură pistă.